# アフター・アワーズ (ブルートーンズの曲)
「アフター・アワーズ」（"After Hours"）はイギリスのロックバンド、ブルートーンズのシングル、もしくはその表題曲。『ザ・ベスト・オブ・ブルートーンズ』からの先行シングルとして、全英26位を獲得。
表題曲のPVは映画監督のエドガー・ライトが手がけており、映画『ダウンタウン物語』をモチーフにしたものになっている。
また「セイル・オン・セイラー」はビーチ・ボーイズ、「ウーマン・イン・ラヴ」はバーブラ・ストライサンドのそれぞれカバー曲。

## 収録曲
- CD1

1. After Hours
2. Groovy Roussos
3. Sail On Sailor

- CD2

1. After Hours
2. Reverse Cow Girl
3. Woman in Love

- 7"

1. After Hours
2. Ingimarsson

- CD Promo

1. After Hours